# Koerilentrog

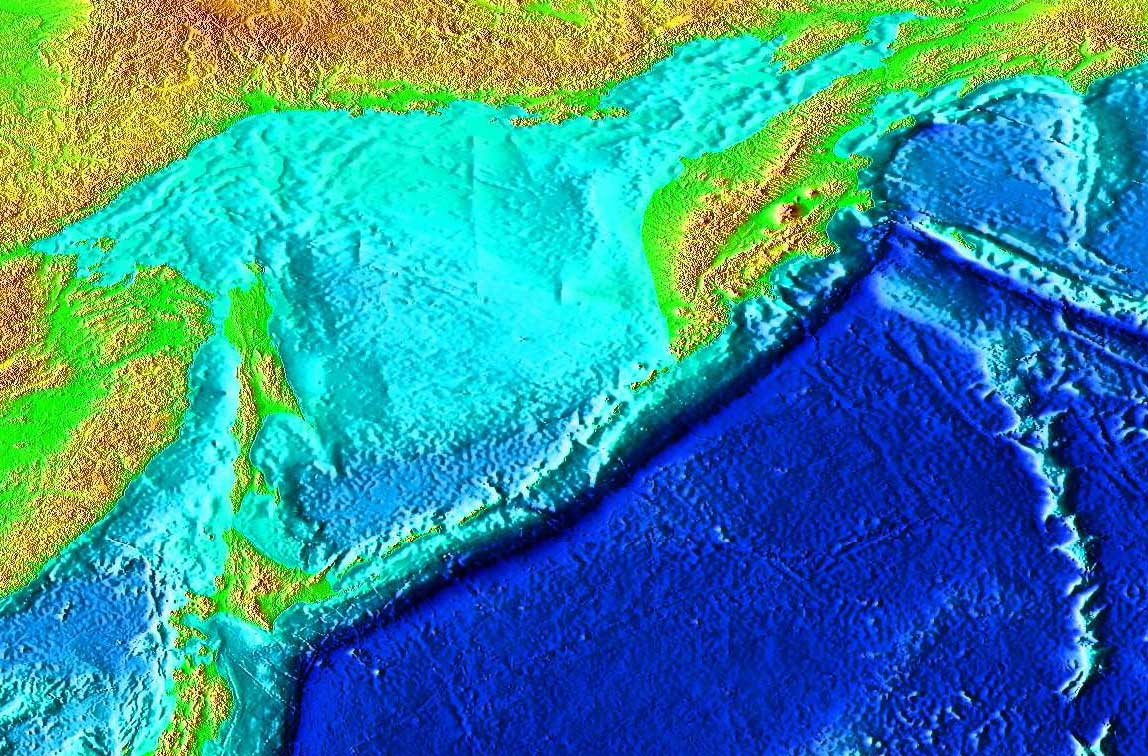
Satellietopname van de Koerilentrog

De Koerilentrog is een trog in het noordwesten van de Grote Oceaan met een diepte tot 10.542 meter.
De Koerilentrog bevindt zich tussen de Koerilen en Kamtsjatka in het westen en noordwesten en het Noordwestpacifisch bekken in het Oosten. De Koerilentrog strekt zich uit tussen de 41 en 56° graden noorderbreedte en 146 en 167° oosterlengte.
Onder de Koerilentrog schuift de Pacifische Plaat onder de Noord-Amerikaanse Plaat (die zich uitstrekt tot in Siberië).